# Episodi di Giudice Amy (terza stagione)
La terza stagione della serie televisiva Giudice Amy è stata trasmessa in prima visione negli Stati Uniti d'America da CBS dal 25 settembre 2001 al 21 maggio 2002.
In Italia è stata trasmessa in prima visione da Canale 5.
| nº | Titolo originale                         | Titolo italiano         | Prima TV USA      | Prima TV Italia |
| -- | ---------------------------------------- | ----------------------- | ----------------- | --------------- |
| 1  | The Last Word                            | Il figlio del boss      | 25 settembre 2001 |                 |
| 2  | Off the Grid                             | Dispersa per amore      | 2 ottobre 2001    |                 |
| 3  | Darkness for Light                       | Ritorno alla vita       | 9 ottobre 2001    |                 |
| 4  | The Right Thing to Do                    | La cosa giusta da fare  | 16 ottobre 2001   |                 |
| 5  | Look closer                              | Relazioni vantaggiose   | 23 ottobre 2001   |                 |
| 6  | The Unbearable Lightness of Being Family | L'accettazione          | 30 ottobre 2001   |                 |
| 7  | Imbroglio                                | Cercando ascolto        | 6 novembre 2001   |                 |
| 8  | Rights of Passage                        | Diritti dei popoli      | 20 novembre 2001  |                 |
| 9  | Surprised by Gravity                     | Silenzi e segreti       | 27 novembre 2001  |                 |
| 10 | Beating the Bounds                       | Oltre il pregiudizio    | 11 dicembre 2001  |                 |
| 11 | Crime and Puzzlement                     | Comportamento morale    | 18 dicembre 2001  |                 |
| 12 | Who Shot Dick?                           | Giochi di potere        | 8 gennaio 2002    |                 |
| 13 | The Cook of the Money Pot                | Una madre sotto accusa  | 15 gennaio 2002   |                 |
| 14 | The Extinction of the Dinosaurs          | Il rifugio              | 22 gennaio 2002   |                 |
| 15 | Can They Do That with Vegetables?        | Adolescenti confusi     | 5 febbraio 2002   |                 |
| 16 | Woman in Cacti with a Curled Up Rat      | Una ragazza irrequieta  | 26 febbraio 2002  |                 |
| 17 | Not Stumbling, but Dancing               | Ossessioni              | 5 marzo 2002      |                 |
| 18 | The Justice League of America            | Una vita in pericolo    | 26 marzo 2002     |                 |
| 19 | Men Aren't Monsters                      | Vandalismo o vendetta   | 2 aprile 2002     |                 |
| 20 | The Bottle Show                          | Denuncia per negligenza | 9 aprile 2002     |                 |
| 21 | Tidal Wave                               | Il collasso             | 23 aprile 2002    |                 |
| 22 | Boston Terriers from France              | Ripresa della vita      | 7 maggio 2002     |                 |
| 23 | Nobody Expects the Spanish Inquisition   | Giudicata               | 14 maggio 2002    |                 |
| 24 | Come Back Soon                           | Torna presto            | 21 maggio 2002    |                 |

## Il figlio del boss
- Titolo originale: The Last Word
- Diretto da: Daniel Sackheim
- Scritto da: Barbara Hall

### Trama
Amy si trova a dover giudicare un ragazzo, figlio di un presunto mafioso, che è accusato di aver appiccato un incendio ad un negozio provocando gravi lesioni ad un commesso. Maxine affronta il caso di una coppia di genitori affidatari che non riescono più a gestire la figlia adottiva ribelle e violenta. Vincent, ancora in cattivi rapporti con Amy a causa della sua decisione di trasferirsi, presenta il suo primo romanzo.

## Dispersa per amore
- Titolo originale: Off the Grid
- Diretto da: Jack Bender
- Scritto da: Joseph Dougherty

### Trama
Maxine sembra scomparsa e Vincent, molto preoccupato, cerca in ogni modo di capire cosa le sia successo. Amy deve giudicare una coppia di studenti che hanno compiuto atti di teppismo a scuola per interrompere la riunione di un gruppo religioso e, inoltre, deve esaminare il caso di una bambina del Guatemala che potrebbe essere figlia illegittima di un facoltoso uomo d’affari americano scomparso in un incidente aereo. Vincent e Carol discutono per un problema medico riguardante la ragazza.

## Ritorno alla vita
- Titolo originale: Darkness for Light
- Diretto da: David Platt
- Scritto da: Hart Hanson

### Trama
Amy processa un adolescente cingalese accusato di essere il capo di una banda giovanile ed una ragazzina superdotata accusata di transazioni di borsa fraudolente. Maxine impiega tutte le sue energie per ritrovare un cane appartenuto ad una bambina ripetutamente maltrattata. Vincent ed Amy continuano a essere in disaccordo.

## La cosa giusta da fare
- Titolo originale: The Right Thing to Do
- Diretto da: Joanna Kerns
- Scritto da: Barbara Hall

### Trama
Nell’aula di Amy arriva il caso straziante di due gemelline siamesi i cui genitori rifiutano l’intervento chirurgico che le dovrebbe separare perché soltanto una di esse sopravvivrebbe. Carol comunica a Vincent di avere il cancro. Jared chiede a Maxine di sposarlo.
- Altri interpreti: Richard Crenna (Jared)

## Relazioni vantaggiose
- Titolo originale: Look Closer
- Diretto da: Paul Michael Glaser
- Scritto da: Lyla Oliver

### Trama
Amy e Maxine vengono a sapere casualmente della malattia di Carol e del fatto che lei e Vincent si sono sposati a Las Vegas. Amy è giudice nel caso di una ragazza morta suicida dopo essere stata diffamata da due compagne di scuola attraverso un sito internet di pettegolezzi piccanti. A causa di un grave errore di due collaboratrici della casa santuario, per ragioni politiche, Maxine è costretta alle dimissioni per evitarne la chiusura.

## L'accettazione
- Titolo originale: The Unbearable Lightness of Being Family
- Diretto da: Janet Davidson
- Scritto da: Randall Caldwell

### Trama
Amy è chiamata a decidere sull’affidamento di una bambina la cui madre vuole trasferirsi a Parigi per lavoro portando con sé la figlia. Bruce cerca di aiutare una madre con un figlio affetto da paralisi cerebrale ad accettare la condizione del figlio. Maxine riprende il suo lavoro di assistente sociale a pieno regime e con rinnovata energia. Amy accetta finalmente la decisione di Vincent di partire per San Francisco per stare vicino a Carol e si riappacifica con il fratello.
- Nota. Ultima apparizione di Dan Futterman,  che ritornerà a interpretare Vincent Gray come special guest nella quinta stagione e rientrerà nel cast principale nella sesta ed ultima stagione.

## Cercando ascolto
- Titolo originale: Imbroglio
- Diretto da: Daniel Sackheim
- Scritto da: Robert Girardi

### Trama
Amy si trova a dirimere la controversia fra due genitori separati in disaccordo sulle cure per la loro figlia di 26 mesi che ancora non parla. Deve inoltre giudicare l’insolito caso di una madre che allatta ancora al seno il figlio di sei anni. Maxine si occupa di una ragazza adolescente con un padre autoritario. Gillian è in apprensione per l’iscrizione di Ned ad un’esclusiva scuola materna. Amy incontra un affascinante amico di Bruce, che però si rivela essere un sacerdote cattolico.

## Diritti dei popoli
- Titolo originale: Rights of Passage
- Diretto da: Andrew Robinson
- Scritto da: Paul Guyot

### Trama
Nell’aula di Amy compare un ragazzo figlio di una donna bianca e di un nativo americano, accusato del furto di un fucile con il quale ha ucciso uno yak nello zoo cittadino. Amy deve decidere se affidarlo o meno al giudizio della sua gente. Maxine riceve la visita del nipote Kyle, espulso dalla facoltà di medicina per uso di droghe ed appena uscito da un percorso di disintossicazione, che le chiede aiuto. A causa di Kyle e della decisione di Maxine di ospitarlo a casa sua, Amy ha un diverbio con la madre.
- Nota. Prima apparizione di Kevin Rahm, che entra nel cast principale nel ruolo di Kyle McCarthy.

## Silenzi e segreti
- Titolo originale: Surprised by Gravity
- Diretto da: Kevin Dowling
- Scritto da: Joseph Dougherty

### Trama
Kyle inizia a lavorare in un fast food, va a vivere a casa di Maxine ed inizia una difficile convivenza con Amy. Maxine segue le indagini della polizia a seguito del ritrovamento del cadavere di un neonato sepolto nel giardino della casa in cui vivono tre anziane sorelle. Amy giudica il caso di una coppia di genitori che coinvolge il figlio di due anni in pericolose attività di sport estremo e deve fare i conti con le conseguenze di una sua decisione che ha indirettamente provocato la morte di tre ragazzi, investiti da un ubriaco mentre svolgevano lavori socialmente utili a cui lo stesso giudice Gray li aveva condannati.

## Oltre il pregiudizio
- Titolo originale: Beating the Bounds
- Diretto da: Keith Samples
- Scritto da: Hart Hanson

### Trama
Amy deve giudicare i casi di una ragazza che ha aggredito con una mazza alcuni componenti di una banda che stavano maltrattando dei cani randagi e di un giovane che chiede l’emancipazione per poter decidere di staccare la spina al padre in coma dopo un incidente. Il giudice Keeler, superiore di Amy, chiede di poterla osservare al lavoro. Kyle perde il lavoro al fast food e ottiene un colloquio con Sean. Maxine chiede la collaborazione di Kyle per aiutare un adolescente con poca stima di sé e con possibili tendenze suicide. Lauren chiede insistentemente alla madre se il tradimento è stata la causa del divorzio tra lei e suo padre. Amy prova rancore verso Kyle ed i due cugini hanno un’accesa discussione.

## Comportamento morale
- Titolo originale: Crime and Puzzlement
- Diretto da: Elodie Keene
- Scritto da: Karen Hall

### Trama
Amy viene a conoscenza che, tempo prima, Vincent stava conducendo un’indagine giornalistica sul giudice Keeler, abbandonata da suo fratello per evitare conflitti con il lavoro di giudice della sorella. Amy esamina allora alcune sentenze di Keeler e sospetta che il giudice sia corrotto. Kyle inizia a lavorare in un centro di recupero per tossicodipendenti, ma i suoi modi troppo diretti gli causano problemi con il suo superiore. Maxine aiuta una madre con un disturbo da stress post traumatico a non cedere la custodia dei suoi figli. Bruce, nel tentativo di riallacciare i rapporti tra la figlia e un’amica, ne incontra l’affascinante madre Andrea.
- Altri interpreti: Nia Long (Andrea Solomon)

## Giochi di potere
- Titolo originale: Who Shot Dick?
- Diretto da: Nancy Malone
- Scritto da: Barbara Hall

### Trama
Amy finisce sotto accertamento per avere fornito alla stampa informazioni sulla presunta corruzione del giudice Keeler. Maxine riceve la visita di suo fratello Richard, con il quale non parla da 12 anni, in città per vedere suo figlio Kyle. Bruce e Andrea, dopo un appuntamento al parco con le figlie, escono insieme a cena. Donna cerca qualcuno che si occupi della figlia Ariadne nel caso in cui le succedesse qualcosa. Kyle ed Amy hanno un chiarimento riguardo ad un episodio del passato riguardante Vincent e fonte del rancore che Amy ha per il cugino.
- Altri interpreti: Nia Long (Andrea Solomon), William Devane (Richard)

## Una madre sotto accusa
- Titolo originale: The Cook of the Money Pot
- Diretto da: James Hayman
- Scritto da: Lyla Oliver

### Trama
Kyle ha dei problemi con il lavoro al centro di recupero che creano tensioni con il suo superiore. Amy affronta i casi di due ragazzi accusati di avere abbattuto un segnale stradale ed avere così causato un grave incidente e di un ragazzo che, fingendosi un poliziotto, ha provocato lesioni ad un presunto spacciatore. Maxine deve decidere se una madre condannata per l’omicidio del figlio maggiore può ritornare a casa dalla sua famiglia. Con l’aiuto di Gillian, Kyle cerca un nuovo alloggio.

## Il rifugio
- Titolo originale: The Extinction of the Dinosaurs
- Diretto da: Lee Shallat Chemel
- Scritto da: Randall Caldwell

### Trama
Amy deve giudicare se un adolescente che sembra particolarmente affascinato dalla violenza sia o meno un pericolo per la società. Maxine, nel tentativo di rintracciare un ragazzo fuggito dalla famiglia a cui era stato affidato e che ha incrociato nel centro in cui lavora Kyle, si scontra con il direttore del centro e poi con lo stesso Kyle a proposito della politica estremamente permissiva del rifugio. Amy riceve un invito ad una cena di lavoro da parte del giudice Krumble. Bruce invita Andrea ad uscire con lui mentre controlla che una madre alcolista che deve comparire davanti al giudice Gray non abbia ripreso a bere.
- Altri interpreti: Chris Sarandon (giudice Krumble)

## Adolescenti confusi
- Titolo originale: Can They Do That with Vegetables?
- Diretto da: Thomas R. Moore
- Scritto da: Dawn Comer Jefferson

### Trama
Amy deve stabilire se l’enfisema di cui soffre un giovane è stato causato dal fumo e se ne siano quindi responsabili alcuni produttori di sigarette. Maxine decide di ospitare temporaneamente a casa propria Eric, un adolescente gay, in attesa di trovargli una famiglia affidataria adeguata. Kyle, anche dopo la chiusura del rifugio, continua a tentare di aiutare X-Ray, un ragazzo ex tossicodipendente, a trovare un alloggio. Amy ha un secondo appuntamento con il giudice Krumble.
- Altri interpreti: Chris Sarandon (giudice Krumble), Aaron Paul (X-Ray), Blake Bashoff (Eric)

## Una ragazza irrequieta
- Titolo originale: Woman in Cacti with a Curled Up Rat
- Diretto da: Joe Anne Fogle
- Scritto da: Karen Hall

### Trama
Amy è particolarmente nervosa a causa degli uomini della sua vita. Michael, il suo ex marito sta organizzando un costoso compleanno per la loro figlia Lauren, senza averlo concordato prima con la stessa Amy, ed il giudice Krumble non l’ha più richiamata dopo il loro ultimo appuntamento. Inoltre si trova a dover decidere a chi affidare una ragazza sedicenne particolarmente ribelle con cui i genitori separati non vogliono più avere a che fare. Bruce programma una cena romantica con Andrea, ma rimane molto turbato quando lei cambia il programma della serata. Gillian vorrebbe combinare un appuntamento fra il suo affascinante insegnante d’arte ed Amy. Maxine è intenzionata a riaprire il rifugio per ragazzi disadattati dove lavorava Kyle.
- Altri interpreti: Nia Long (Andrea Solomon)

## Ossessioni
- Titolo originale: Not Stumbling, but Dancing
- Diretto da: Joseph Dougherty
- Scritto da: Joseph Dougherty

### Trama
Amy affronta il caso di uno studente accusato di avere aggredito il fidanzato della ragazza più carina della scuola che, secondo la versione dell’imputato, aveva chiesto la sua protezione proprio dal fidanzato troppo protettivo. Inoltre, deve decidere se una madre è tornata ad essere sufficientemente affidabile da riavere la custodia del figlio. Maxine si trova coinvolta in una situazione molto pericolosa e cerca di guadagnarsi la fiducia di un quattordicenne armato e potenzialmente pericoloso, reso paranoico dalle strampalate convinzioni della madre.

## Una vita in pericolo
- Titolo originale: The Justice League of America
- Diretto da: Martha Mitchell
- Scritto da: Hart Hanson

### Trama
Amy va ad una rimpatriata di ex studenti di legge ad Harvard e finisce per sentirsi inadeguata al cospetto della sua ex migliore amica, del suo ex fidanzato e del suo ex marito, apparentemente tutti più affermati di lei. Maxine riceve ripetute telefonate da un misterioso adolescente che minaccia di suicidarsi e lei e Sean trascorrono tutta la notte in ufficio nel tentativo di rintracciarlo e di salvarlo.

## Vandalismo o vendetta
- Titolo originale: Men Aren't Monsters
- Diretto da: Richard Gershman
- Scritto da: Stephen Neigher

### Trama
Qualcuno si introduce a casa della famiglia Gray e compie atti di vandalismo. Maxine, Amy e soprattutto Lauren sono molto scosse dall’accaduto. Maxine capisce che Eric non è a proprio agio con gli uomini e chiede a Sean di prendere il ragazzo in affidamento. Amy è alle prese con il caso di uno studente, promettente giocatore di basket, i cui genitori sono accusati di maltrattamenti. La riapertura del rifugio in cui Kyle lavora pone da subito in contrasto il ragazzo con Joe, il nuovo direttore voluto da Maxine. Bruce e Andrea continuano a frequentarsi.
- Altri interpreti: Nia Long (Andrea Solomon), Clarence Williams III (Joe), Blake Bashoff (Eric)

## Denuncia per negligenza
- Titolo originale: The Bottle Show
- Diretto da: Andrew Robinson
- Scritto da: Barry O'Brien

### Trama
Maxine apprende dal giornale che Jared Duff è tornato in città ed è dispiaciuta di non avere ricevuto una sua chiamata. Nel tentativo di risollevarle il morale, Sean organizza una serata elegante di raccolta fondi. Amy affronta il caso di una figlia che vuole essere allontanata dalla propria madre a causa del lavoro di spogliarellista della donna. Andrea comunica a Bruce la fine della loro relazione a causa del fatto che il suo ex marito minaccia di toglierle la custodia della figlia Gracie. Donna trova una fiala di morfina nella stanza di Kyle e decide di affrontarlo.
- Altri interpreti: Nia Long (Andrea Solomon), Richard Crenna (Jared Duff)

## Il collasso
- Titolo originale: Tidal Wave
- Diretto da: Kevin Dowling
- Scritto da: Lyla Oliver e Randall Caldwell

### Trama
Amy è preoccupata per la salute di sua madre, che negli ultimi tempi lavora troppo, forse anche per nascondere la sua amarezza in seguito al ritorno di Jared. Maxine intanto continua le sue indagini sul suicidio di una giovane avvenuto in un riformatorio in cui era stata mandata dalla stessa Amy. Bruce continua a lavorare, sapendo tuttavia di rischiare una sospensione in seguito a quanto accaduto tra lui e l’ex marito di Andrea. Amy, nell’affrontare un possibile caso di abusi su un minore, si scontra duramente con Amanda York, un’assistente sociale che sembra non essere particolarmente dedita al proprio lavoro, e inoltre è giudice nel caso di due fratelli ebrei ortodossi accusati di contrabbando di diamanti. Donna incoraggia Kyle a non abbandonare i suoi sogni di diventare un medico.
- Altri interpreti: Roma Maffia (Amanda York)

## Ripresa della vita
- Titolo originale: Boston Terriers from France
- Diretto da: Peter Levin
- Scritto da: Karen Hall

### Trama
Amy cerca di convincere Maxine, appena tornata a casa dall’ospedale, ad avere uno stile di vita più salutare e ad evitare lo stress. In tribunale, Amy è preoccupata dal fatto che Bruce intende dichiararsi colpevole dell’accusa di aggressione e inoltre presiede al caso di una studentessa sorpresa a nascondere un neonato in un magazzino della scuola durante le lezioni. Kyle cerca di aiutare una ragazza fuggita di casa e gravemente ammalata a riconciliarsi con la madre prima che sia troppo tardi.

## Giudicata
- Titolo originale: Nobody Expects the Spanish Inquisition
- Diretto da: Elodie Keene
- Scritto da: Hart Hanson

### Trama
Vincent ritorna in città in visita alla famiglia dopo la decisione presa di “comune accordo” da Amy e Maxine di vivere separate. Amy è costretta a difendere la propria decisione di allontanarsi dalla casa della madre durante un breve incontro con il suo ex marito, allarmato da quanto confidatogli da Lauren, ma si trova anche obbligata a riesaminare la sua relazione ed il suo futuro con Barry. In tribunale arriva il caso di un padre che lotta per mantenere la custodia dei figli nonostante non sia certo di esserne il padre biologico. Bruce rimane sulle sue posizioni in merito all’accusa di aggressione e cerca di evitare l’argomento. Donna finisce per avere un appuntamento con un ex compagno di studi di Amy.
- Altri interpreti: Chris Sarandon (Barry)

## Torna presto
- Titolo originale: Come Back Soon
- Diretto da: Daniel Sackheim
- Scritto da: Barbara Hall

### Trama
Amy si trova a dovere affrontare la possibile perdita di Lauren, la cui custodia esclusiva viene chiesta dal suo ex marito Michael e quella di Bruce, sempre convinto a non contestare l’accusa di aggressione a suo carico. In aula giunge il caso di una giovane madre accusata di maltrattamenti ai suoi due figli, chiusi nel bagagliaio dell’auto mentre la donna era al lavoro. Maxine giunge a conoscenza di un possibile abuso ai danni di una ragazza e di fatto obbliga Sean a riammetterla al lavoro. Jared Duff riappare nella vita di Maxine e le ribadisce i propri sentimenti per lei.
- Altri interpreti: Richard Crenna (Jared Duff)